# 豚鼠系列
《豚鼠》（日语：ギニーピッグ）是六部争议性的日本恐怖電影，主要因前两部电影而闻名全球，因为制片人需要证明没有人真正受伤或被谋杀。制片人日野日出志的本意是制作一部改编自他的漫画作品的电影。
20世纪80年代末和90年代初，该系列的第六部电影（《恶魔女医生》）在日本連環殺手宮崎勤的5763盘录像带中被发现，使该系列电影在日本声名狼藉。最初被错误地报道为该系列的第二部电影。人们普遍误以为宫崎勤犯罪时重拍了第二部电影中的部分场景。由于最初围绕该系列的争议，该系列在日本已经停产。然而，整个系列电影已经在美国、荷兰、英国和奥地利以DVD形式重新发行。
1991年，当影人克里斯·戈雷遇到演员查理·辛并给他一份电影副本时，这些电影得到了媒体的广泛关注。然后，辛观看了《血肉之花》，误认为是真正的虐杀电影，遂联系联邦调查局，并将其报道出来。联邦调查局特工丹·科德林告诉他们，联邦调查局和日本当局已经在调查电影制片人，他们多次接受日本警方的问讯，最终传唤到法庭，以证明是特效，确实是假的。
1989年的日本暴力片《幸运天钻》经常被错误地称为《豚鼠：幸运天钻》，但实际上与豚鼠系列无关。

## 电影

### 恶魔实验
《豚鼠：恶魔实验》（日语：ギニーピッグ 悪魔の実験）是系列第一部电影，作于1985年。它围绕着一群绑架年轻女性并以尽可能多的方式折磨她们的男人展开，将其作为人体疼痛极限实验的一部分，包括打、踢、砍、烧、撬指甲和挖眼睛。

### 血肉之花
《豚鼠2：血肉之花》（日语：ギニーピッグ2 血肉の華），由日野日出志于1985年根据他的恐怖漫画作品改编而来。故事围绕着一个装扮成武士的男人（由田村寛さん扮演）绑架一名妇女，给她下毒，然后带她回家，将其肢解。
1991年，演员查理·辛确信《血肉之花》凶杀案确有其事，并联系了联邦调查局。该局开始调查，但是在日野在一部名为《豚鼠制作花絮》的电影中展示了用于模拟谋杀的特效之后，调查就结束了。

### 他不会死
《豚鼠3：战栗！不死之人》（日语：ギニーピッグ3 戦慄! 死なない男）是第三部电影，制作于1986年，围绕一个奇怪的场景展开，一个人割伤自己，当他突然感觉不到任何疼痛时惊讶不已。出于好奇，他继续割自己的身体，意识到自己不能死，遂邀请一名同事到他家。他的同事被迫惊恐地看着他，他切开小腹，然后切开膀胱和大肠的一部分。最终，他甚至把自己斩首，一颗活生生的头留在桌子上。这部电影比前两部更具讽刺意味，涉及对驱使主角自殺的女孩的精心报复。

### 恶魔女医生
虽然该片作于1986年，是系列第四部电影，但《豚鼠4：魔鬼女医生》（日语：ギニーピッグ4 ピーターの悪魔の女医さん）却是第六部被发行的。讲述一个女医生的故事，由日本男演员池畑慎之介扮演。片中她对病人进行治疗，但通常残害或杀死他们。本片由喰始执导。

### 下水道的美人鱼
基于日野日出志的漫画改编而来，并由漫画家本人执导的1988年的系列第五部电影《豚鼠5：下水道的美人鱼》（日语：ザ・ギニーピッグ マンホールの中の人魚），讲述一位画家试图面对他妻子最近的死亡。有一天，在访问沖繩市街道下面的下水道时，他遇到了一个仿佛小时候见过的人魚，那时下水道曾经是一条大河。她现在困在下水道中。他坐下来画她，但很快她开始痛苦地哭泣。画家注意到她的身体已经长满了疖子，因为长时间被困在下水道，感染了。画家将她带回家，但不一会儿，美人鱼开始出现裂伤并开始流血。画家用伤口上的血和脓来画她的肖像，画还没画完，她的病情就已恶化，随后美人鱼死亡。

### 圣母机器人
《豚鼠6：圣母机器人》（日语：ザ・ギニーピッグ2 ノートルダムのアンドロイド）是系列第六部，摄制于1988年，围绕着一位试图治愈他姐姐严重疾病的科学家展开。科学家需要一只“豚鼠”来进行实验。一个陌生人走近科学家，为实验提供了一具尸体，这是科学家付钱买来的。实验进展不顺利，科学家变得愤怒，并将尸体劈成碎片。陌生人再次接近科学家，并提供另一具尸体，以便实验可以继续。
美国吉他手布赖恩·帕特里克·卡罗尔的专辑《万花头》（Kaleidoscalp）有一首名为《圣母机器人》的歌曲。虽然和电影同名，但这首歌本身是为纪念潘特拉乐队和破壞計畫樂團吉他手迪梅巴格·达雷尔的，他在2004年的演出中被谋杀。

## 特别收录

### 豚鼠制作花絮
《豚鼠制作花絮》是1986年前三部豚鼠电影的幕后花絮。

### 恶魔女医生制作花絮
《恶魔女医生制作花絮》是1986年第四部豚鼠电影《恶魔女医生》的幕后花絮。

### 惨杀特别篇
《豚鼠：惨杀特别篇》（日语：ギニーピッグ 惨殺スペシャル）作于1988年，展示了前四部电影中最令人毛骨悚然的时刻。

### 豚鼠系列精彩片段剪辑
《豚鼠系列精彩片段剪辑》（英语：Guinea Pig's Greatest Cuts）是一部“最好的”蒙太奇专辑，涵盖所有六部电影，专为2005年发掘影业DVD套装制作。它还曾与《恶魔女医生》一起在DVD上发行。

## 家庭媒体
2002年，现已解散的德国公司魔鬼电影公司（Devil Pictures）发行了一个全区的限量版套装，收录了此六部电影、《豚鼠制作花絮》纪录片，以及之前未发行的《恶魔女医生制作花絮》。 每套都有各自的编号（从1到3000），还有一件T恤和一张《恶魔实验》海报。 尽管它叫《豚鼠——完整系列》，但它并未收录《豚鼠惨杀特别篇》。
美国
2005年，美国公司发掘影业发布了第一个真正完整的套装，包括所有六部电影、《制作花絮》纪录片、《豚鼠：惨杀特别篇》和《豚鼠系列精彩片段剪辑》。还有许多额外的内容，包括《下水道的美人鱼》原版漫画。